# Heinz-Peter Schlemmer
Heinz-Peter Schlemmer (* 18. April 1961 in Linz) ist ein deutscher Mediziner und Hochschullehrer am Universitätsklinikum Heidelberg der Ruprecht-Karls-Universität Heidelberg.

## Leben und Wirken
Schlemmer studierte ab 1980 zunächst Physik an der Universität Heidelberg. Ab 1984 arbeitete er neben seinem Studium am Heidelberger Max-Planck-Institut für medizinische Forschung. Nach seinem Abschluss mit dem Diplom 1987 nahm er in Heidelberg ein Studium der Humanmedizin auf. Dieses schloss er 1993 ab. 1995 wurde er als Arzt in Stuttgart approbiert. In der Folge arbeitete er wissenschaftlich als Assistenzarzt an verschiedenen Krankenhäusern. 2000 qualifizierte er sich als Facharzt für Diagnostische Radiologie. Im selben Jahr wurde er Oberarzt in den Fachbereichen Sonographie, Computertomographie und Magnetresonanztomographie am Deutschen Krebsforschungszentrum (DKFZ). 2002 schloss Schlemmer seine Habilitation ab und erhielt die Venia legendi für das Fach Diagnostische Radiologie. 2003 wechselte er als Leitender Oberarzt des Funktionsbereiches Magnetresonanztomographie in der Abteilung Diagnostische Radiologie an die Universität Tübingen. 2010 kehrte er an die Universität Heidelberg zurück und trat die ordentliche Professur für Radiodiagnostische Onkologie an der Medizinischen Fakultät der Universität Heidelberg an. Gleichzeitig wurde er Leiter der Abteilung Radiologie und Sprecher des Forschungsschwerpunktes Bildgebung und Radioonkologie am DKFZ. 2014 wurde er Präsident der International Cancer Imaging Society.
Schlemmers Forschungsschwerpunkte liegen vor allem im Bereich der Radioonkologie, also vorwiegend der Entwicklung und klinischen Anwendung bildgebender Verfahren, insbesondere bei der frühzeitigen Krebserkennung und biologischen Tumorcharakterisierung.
Schlemmer ist verheiratet und Vater von vier Kindern.